# Kleidubbeltandmos
Kleidubbeltandmos (Didymodon fallax) is een mossoort in de familie Pottiaceae. Het groeit vooral op vochtige basenrijke klei en leembodems.

## Kenmerken
Kleidubbeltandmos vormt tot 2 cm hoge stengels en groeit in vuilgroene tot bruinachtige, losse, vaak uitgestrekte gazons en vormt geen rhizoïde vilt. De volledige, ongeveer 1–2 mm lange, lancetvormige bladeren steken dun uit als ze nat zijn, maar lijken lichtjes gedraaid en geperst als ze droog zijn. Ze zijn geleidelijk taps toelopend en gekield vanuit een breed eivormige basis. De bladranden zijn over de gehele lengte omgerold tot net voor de bladpunt. 
De bladcellen van de bladbasis zijn subkwadratisch van vorm en min of meer transparant. De bovenste cellen daarentegen zijn ondoorzichtig, afgerond en zien er enigszins papillous (wrattig) uit. De hoofdnerf is sterk en eindigt in de bladpunt. De roodbruine seta draagt rechtopstaande, langwerpige tot cilindrisch gevormde sporenkapsels, die aan de voorkant 32 peristoomtanden hebben, die drie tot vier keer naar links zijn gedraaid.

## Ecologie
Het komt meestal voor op vochtige, kleiachtige bodems, maar komt ook veel voor op muren en rotsen. Het bewoont vaak kalkrijke plekken en geeft de voorkeur aan halfschaduw. Daarom wordt het vaak gevonden op noordelijke en oostelijke hellingen. In ontgrondingen in de uiterwaarden kan kleidubbeltandmos soortenarme dominantiegemeenschappen vormen die rijkelijk kapselen.

### Syntaxonomie
Kleidubbeltandmos staat te boek als kensoort van de kleigreppelmos-associatie (Dicranelletum variae).

## Verspreiding
Het is een holarctisch breedbladig mos dat voorkomt van de laaglanden tot meer dan 2000 meter hoog. In Nederland komt het kleidubbeltandmos vrij algemeen voor. De soort is vooral te zien in het rivierengebied op klei, in Zuid-Limburg op verweerd krijt en in Brabant op leemgronden. Ook op de Friese en Groningse klei en in Zeeuws-Vlaanderen vinden we dit mos veel. Ten slotte vallen vondsten in de duinen op: hier groeit de soort op verdichte grond langs paadjes.

## Foto's

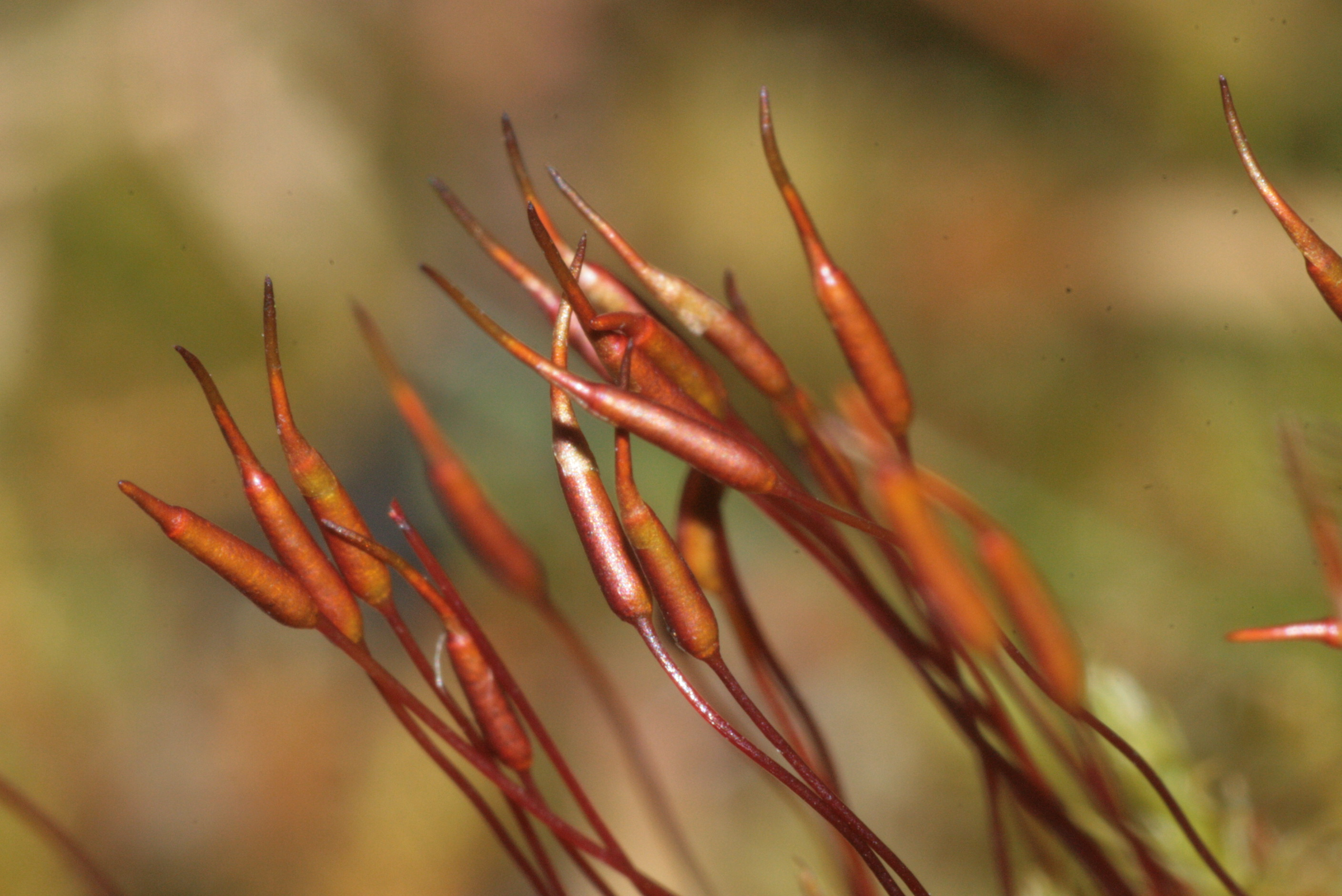
Sporenkapsels
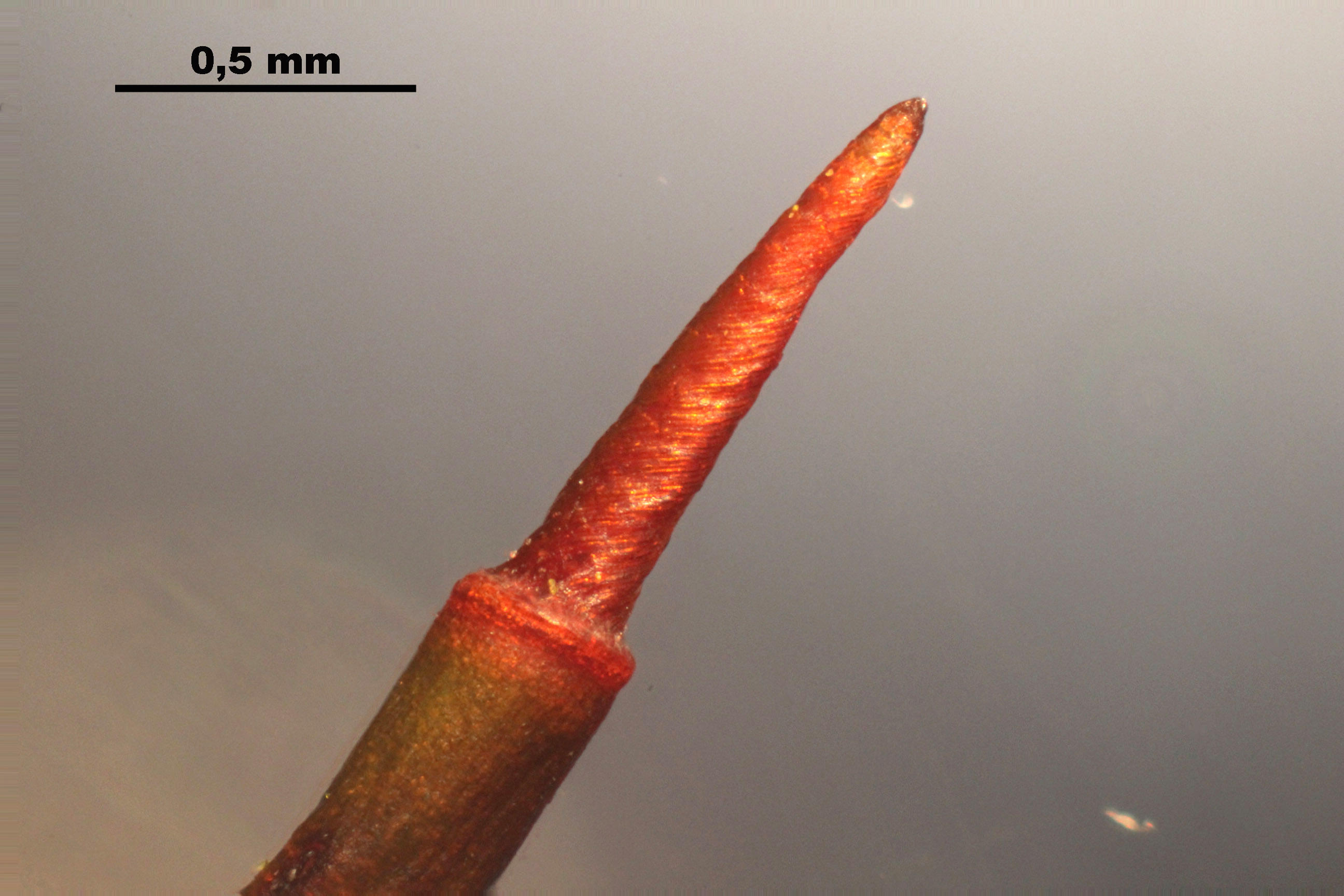
Sporenkapsel met deksel
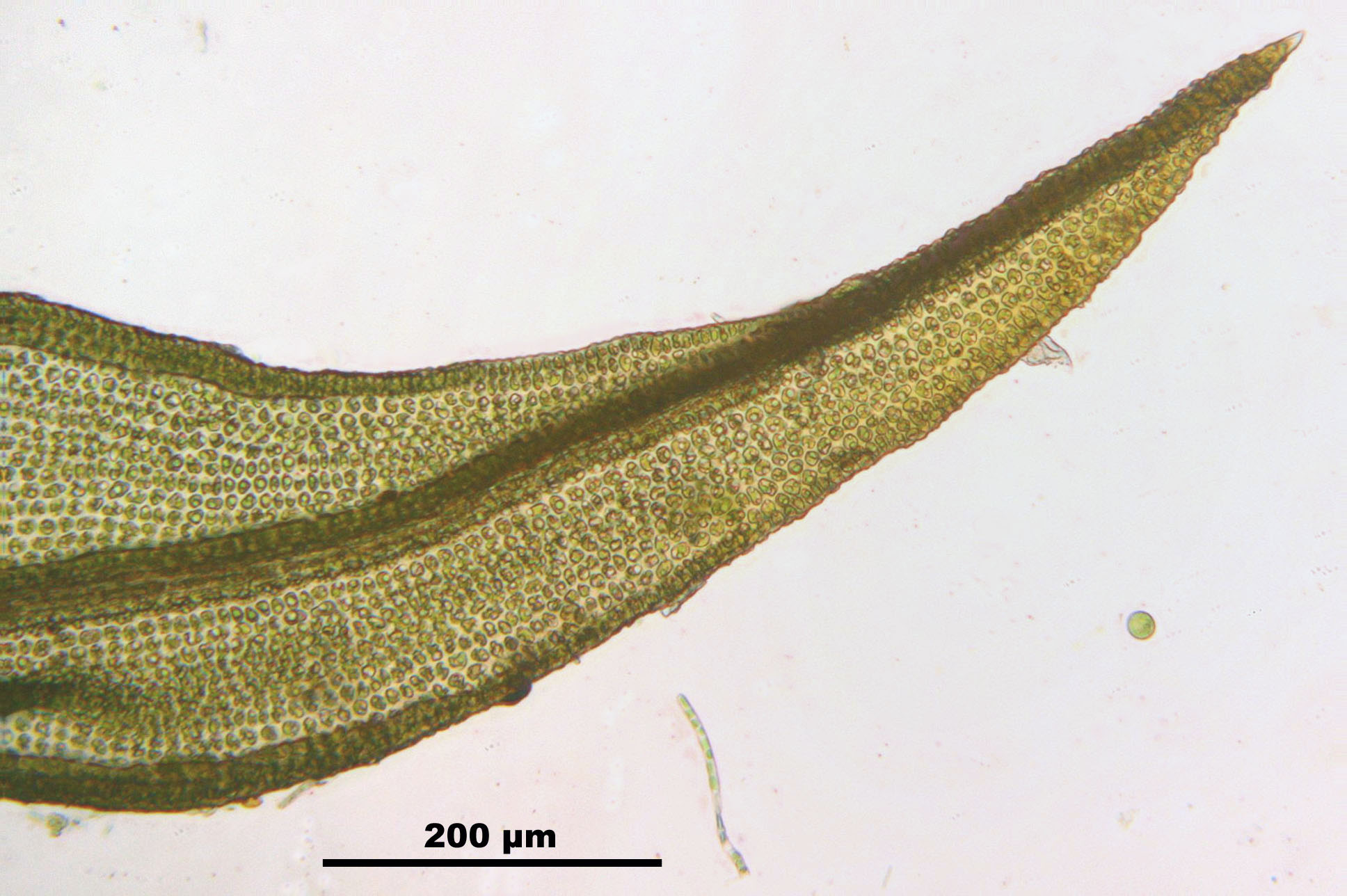
Bladpunt
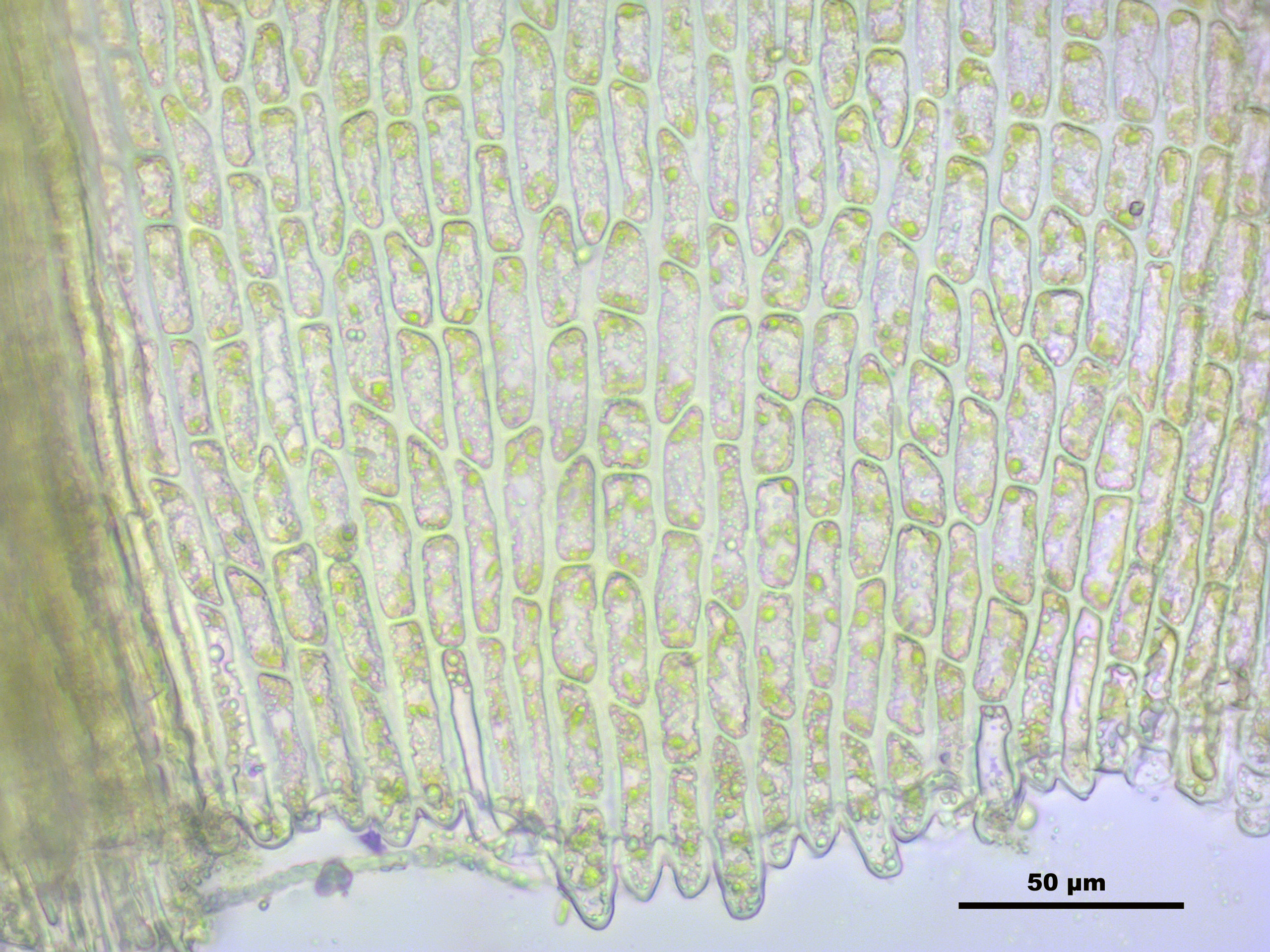
Bladcellen bladvoet
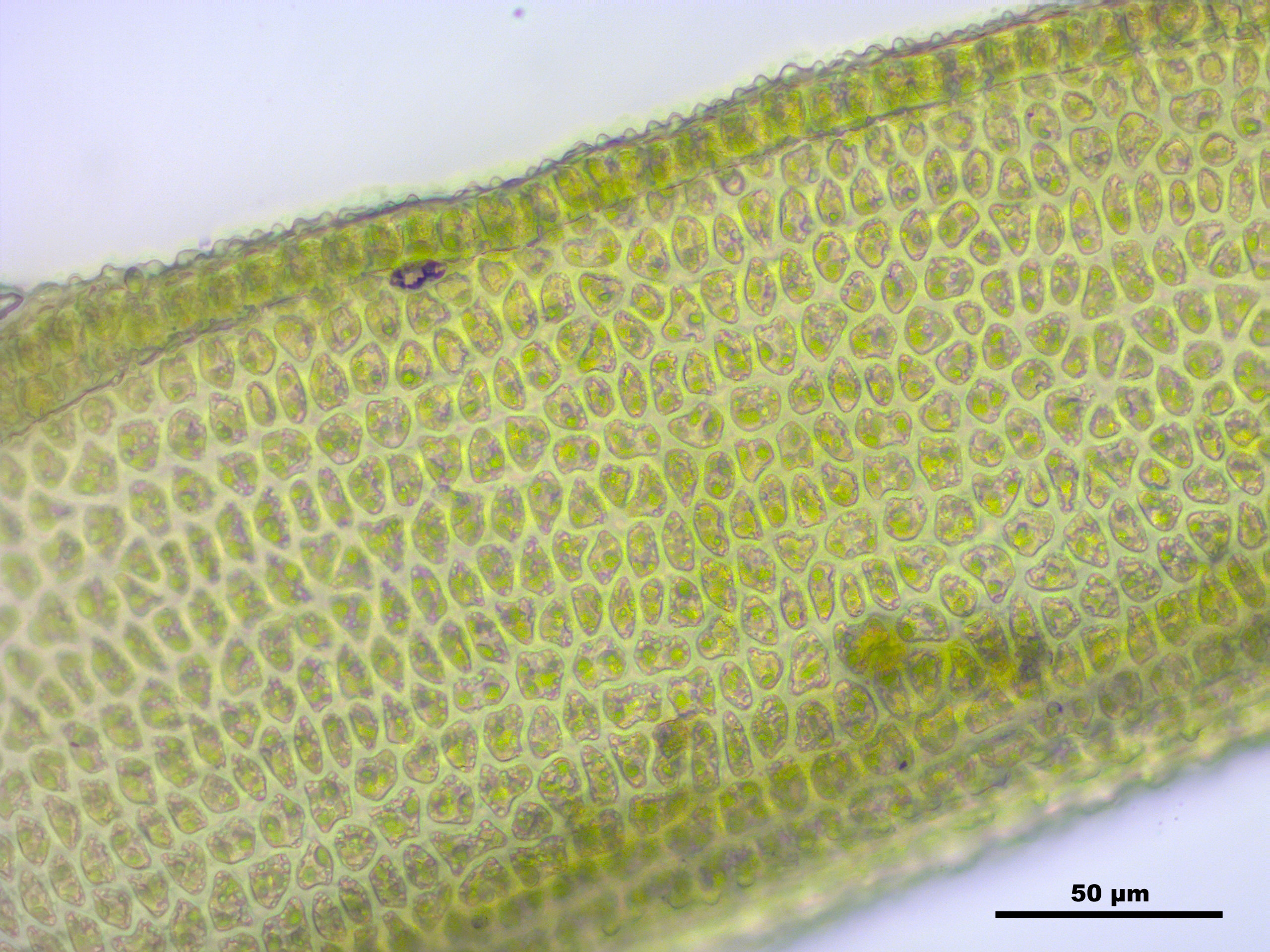
Bladcellen midden
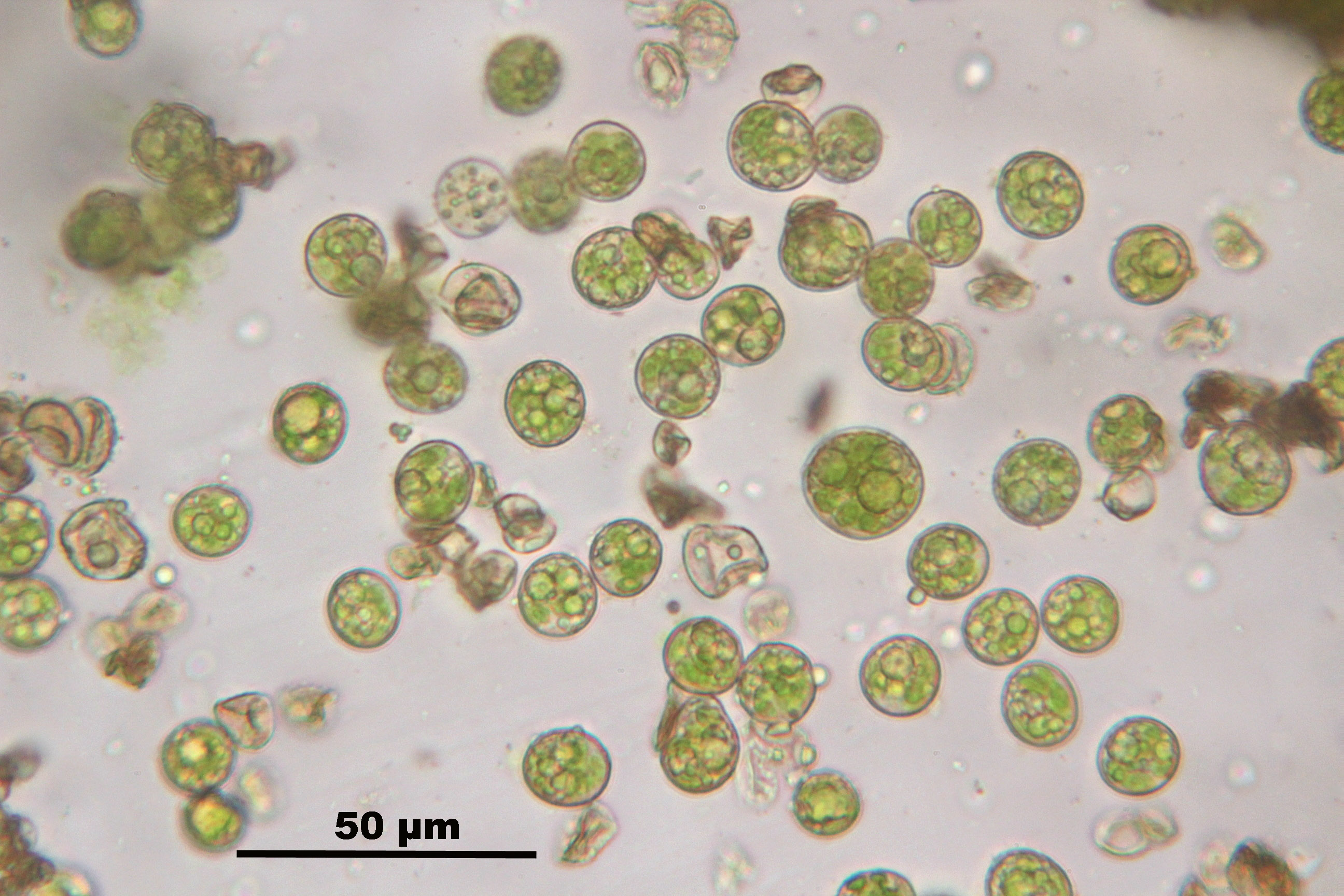
Sporen
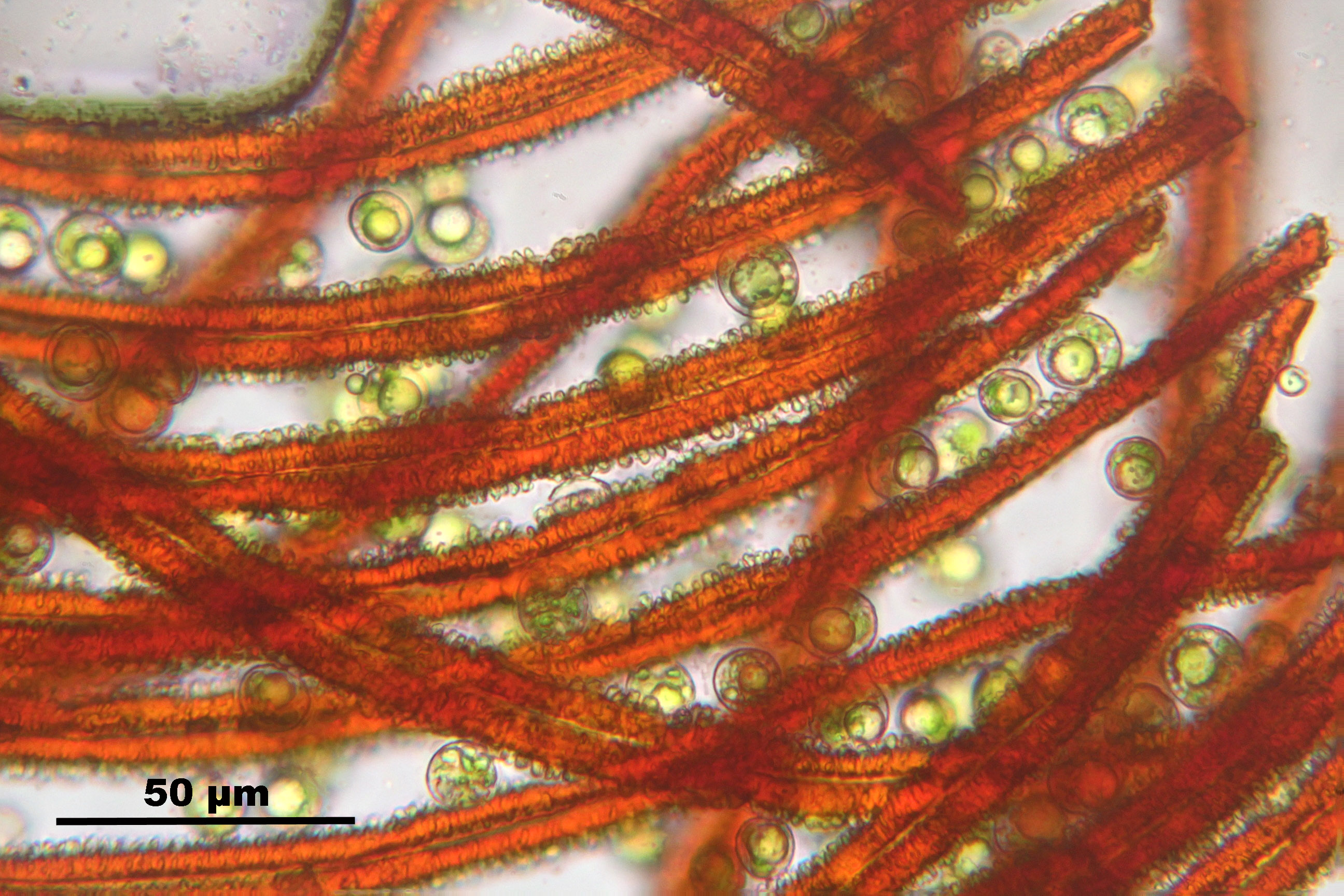
Peristoomtanden en sporen
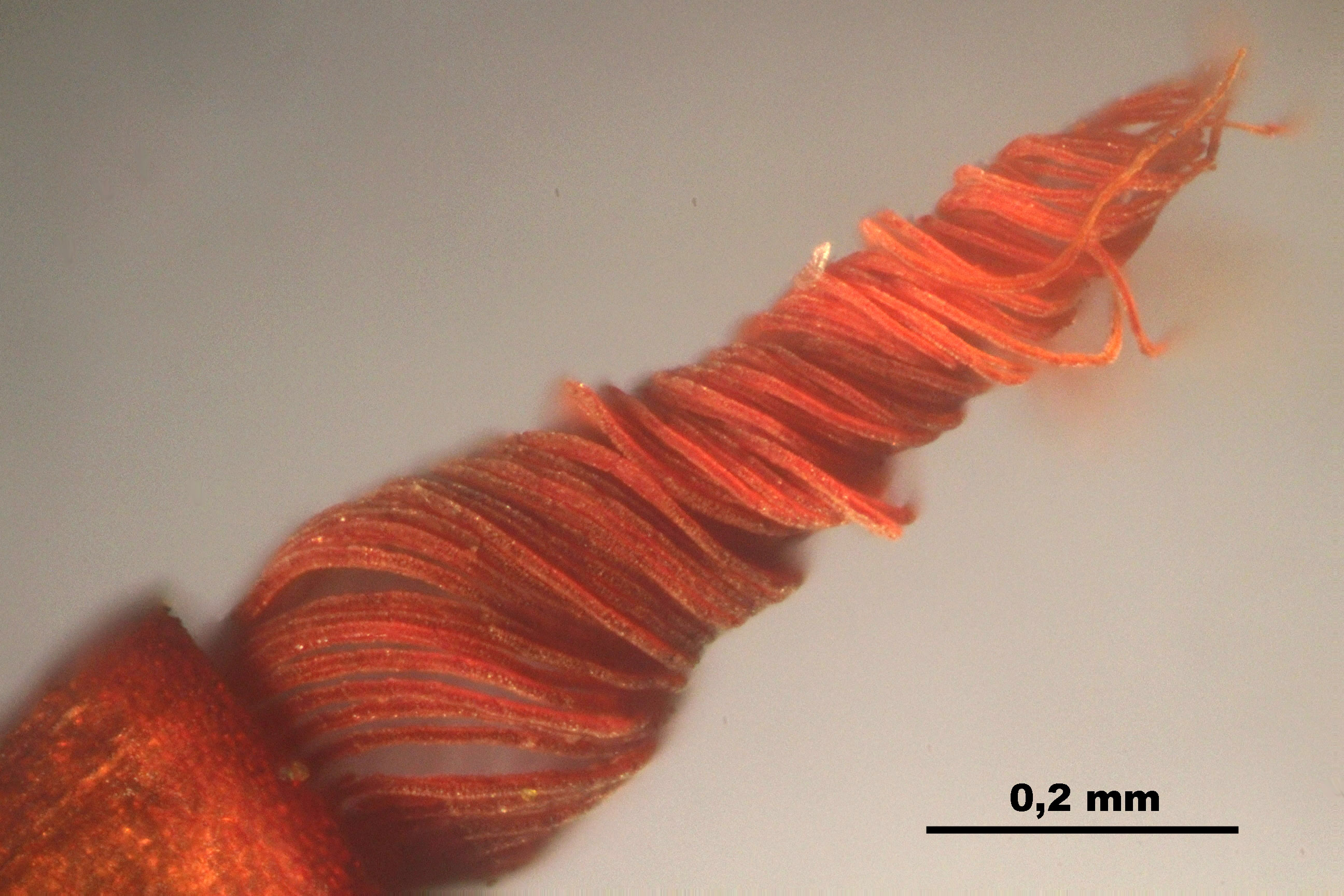
Peristoomtand